# 3849 Инциденција
3849 Инциденција (енгл. 3849 Incidentia) је астероид главног астероидног појаса чија средња удаљеност од Сунца износи 2,474 астрономских јединица (АЈ).
Апсолутна магнитуда астероида је 13,1.